# Oost-Brabant (tijdschrift)
Oost-Brabant is een Belgisch heemkundig tijdschrift voor het Hageland en omgeving, uitgegeven door de Koninklijke Oost-Brabantse Werkgemeenschap.
Het tijdschrift is in 1951 opgericht door E.H. Karel Havermans (†1978) die ook erevoorzitter was.
In het blad verschijnen artikelen en teksten over plaatselijke geschiedenis, heemkunde, volkskunde, familiekunde, naamkunde, dialectwoorden enzovoort van het Hageland of Oost-Brabant.